# Indonesien
Indonesien, officielt Republikken Indonesien (indonesisk: Republik Indonesia), er en suveræn stat i Sydøstasien. Indonesien er verdens største øgruppe og består af de seks hovedøer Sumatra, Java, Sulawesi, Bali, Kalimantan (den indonesiske del af Borneo) og Irian Jaya (den indonesiske del af Ny Guinea), samt 13.677 mindre øer. Omkring 3.000 af øerne er beboede og strækker sig over et vulkansk område på 1.904.569 km². Indonesien har 275.439.000(2021) indbyggere. Hovedstaden er Jakarta, der er beliggende på øen Java. 
Landet dækker kun 1,3 % af Jordens overflade, men udgør en region med meget stor naturlig variation inden for flora og fauna; 11 % af Jordens blomstrende planter, 16 % af dens fugle, 13 % af dens pattedyr og 7 % af dens reptiler og padder findes repræsenteret i Indonesien.
Indonesien blev dannet efter opløsningen af Hollandsk Ostindien. Landet er medlem af ASEAN.

## Etymologi
Navnet Indonesien stammer fra det latinske Indus, som betyder "Indien" og det græske nesos, som betyder "ø". Navnet går tilbage til det 18. århundrede forud for Indonesiens uafhængighed. I 1850 foreslog en engelsk etnolog i bogen "On The Leading Characteristics of the Papuan, Australian and Malay-Polynesian Nations" at kalde indbyggerne i "Indisk Arkipelag og Malaysk Arkipelag" for Indunesians og Malayunesians. I den samme bog brugte en elev fra Earl's, James Richardson Logan, Indonesia som et synonym for "Indisk Arkipelag". Dog gik hollandske akademikere fra Hollandsk Ostindien ikke ind for at skrive Indonesia. De brugte i stedet udtrykkene "Malaysk Arkipelag" (Maleische Archipel); Hollandsk Ostindien (Nederlandsch Oost Indië), kendt som Indië; Ost (de Oost); og endda Insulinde.
Fra 1900 blev navnet Indonesien mere populært blandt akademikere uden for Holland, og indonesiske nationalister indførte det for at udtrykke sig politisk. Adolf Bastian fra universitet i Berlin, gjorde navnet populært i sin Indonesien oder die Inseln des Malayischen Archipels, 1884-1894. Den første indonesiske lærer der brugte navnet, var Suwardi Suryaningrat (Ki Hajar Dewantara), da han startede et pressebureau i Holland med navnet Indonesisch Pers-bureau i 1913.

## Historie
Fossiler af Homo erectus, kendt som "Java-manden", er et bevis på, at Indonesiens arkipelag var beboet for 2 millioner til 500.000 år siden. Austronesiske folk, der udgør flertallet af landets nuværende befolkning, migrerede til Sydøstasien fra Taiwan. De kom til Indonesien omkring år 2000 f.Kr., og mens de spredte sig over arkipelaget, blev det indfødte, melanesiske folk nødt til at flytte til de østlige områder. Gode landbrugsforhold og brugen af rismarker så tidligt som i det 8. århundrede f.Kr., åbnede muligheden for at landsbyer, byer og små kongeriger kunne opstå 100 e.Kr. Indonesiens høje søfartsposition gjorde det muligt for landet at handle i hele verden. For eksempel blev der indgået handelsaftaler med indiske kongeriger og Kina adskillige århundrede f.Kr. Handel har siden været en del af Indonesiens historie.
Fra det 7. århundrede e.Kr. opstod det magtfulde Srivijaya-kongerige pga. handel og indflydelsen fra hinduisme og buddhisme, der blev bragt med det. Mellem det 8. og 10. århundrede opstod og faldt det buddhistiske landbrugssamfund Sailendra og det hinduistiske Mataram på Javas indland og efterlod store religiøse monumenter som Sailendras Borobudur og Matarams Prambanan. Det hinduistiske Majapahit-kongerige blev grundlagt i det østlige Java i slutningen af det 13. århundrede og under Gajah Mada, fik det indflydelse på meget af Indonesien. Denne periode kaldes ofte for "Guldalderen" i Indonesiens historie.
Selv om muslimske handlende først rejste til Sydøstasien tidligt i den islamiske æra, går de tidligste beviser på en muslimsk befolkning i Indonesien tilbage til det 13. århundrede i det nordlige Sumatra. Andre indonesiske områder indførte islam lidt efter lidt, og det var den dominerende religion i Java og Sumatra ved slutningen af det 16. århundrede. Islam blev stort set blandet med de eksisterende kulturer og religioner, som ændrede den tidligere form for islam i Indonesien, især på Java. De første europæere kom til Indonesien i 1512, da de portugisiske handlende, ledet af Francisco Serrão, ville gøre krav på muskat, nellike og cucebpeber på Molukkerne. Hollandske og britiske handlende kom senere. I 1602 oprettede hollænderne Nederlandske Ostindiske Kompagni (VOC) og blev den dominerende europæiske magthaver, og Hollands regering oprettede Hollandsk Ostindien som deres nationale koloni i landet.
I det meste af kolonitiden havde den hollandske flåde ikke særlig god kontrol over arkipelaget. Kun i det tidlige 20. århundrede kunne hollænderne udvide til de grænser, som i dag findes i Indonesien. Japans invasion og senere besættelse under 2. verdenskrig gjorde en ende på det hollandske styre, og styrkede den tidligere pressede indonesiske uafhængighedsbevægelse. To dage efter Japans overgivelse i august 1945 erklærede Sukarno, en indflydelsesrig nationalistisk leder, Indonesiens uafhængighed og blev udpeget som præsident. Holland prøvede at genindføre deres styre, og en væbnet og diplomatisk kamp sluttede i december 1949, da Indonesien efter internationalt pres blev anerkendt (undtagen det hollandske område i Vest Ny Guinea, som blev en del af Indonesien efter New York-aftalen i 1962, og FN-mandatet Frit valg-akten i 1969).
Sukarno skiftede fra demokrati til autoritært styre, og bevarede sin magt ved at kunne overskue modstanderne i militæret og Indonesiens kommunistparti. Et kupforsøg d. 30. september 1965 blev stoppet af hæren, som igangsatte en række voldelige angreb mod kommunisterne. Kommunistpartiet blev beskyldt for kupforsøget og ødelagt. Mellem 500.000 og 1.000.000 personer blev dræbt. Chefen for militæret, general Suharto, gjorde det af med den politisk svækkede Sukarno, og blev udpeget som præsident i marts 1968. Hans nye administration blev støttet af USA's regering, og styrkede den udenlandske investering i Indonesien, som var en stor faktor i de næste tre årtier med væsentlig økonomisk vækst. Dog blev det nye autoritære styre beskyldt for korruption og angreb på oppositionen.
I 1997 og 1998 var Indonesien det land, som blev hårdest ramt af Asienkrisen. Dette øgede folkets utilfredshed med landets styre og førte til protester. Suharto trådte tilbage d. 21. maj 1998. I 1999 stemte Østtimor for at løsrive sig fra Indonesien efter en 25 år lang militær besættelse, som blev markeret efter international kritik af Indonesiens brutalitet mod Østtimor. Siden Suhartos fald blev demokratiet styrket, og der blev indført selvstyre i de forskellige regioner og det første præsidentvalg i 2004. Politisk og økonomisk ustabilitet, social uro, korruption og terrorisme har gjort denne proces langsommere. Selv om forholdene mellem de forskellige religioner og etniske grupper ofte er afslappede, findes der intolerance og vold i nogle områder. Et politisk forlig mellem Bevægelsen for et Frit Aceh (Gerakan Aceh Merdeka – GAM) og den indonesiske regering blev indgået i Helsinki d. 15. august 2005.

## Religion
Religion: Muslimer (87 %), kristne (ca. 10 %), hinduer (ca. 2 %) – især på Bali, buddhister (ca. 1 %)

## Provinser
Indonesien består af 33 provinser:
| Tal | Provins                                  | Hovedstad      |
| --- | ---------------------------------------- | -------------- |
| 1   | Aceh                                     | Banda Aceh     |
| 2   | Nordsumatra (Sumatera Utara)             | Medan          |
| 3   | Vestsumatra (Sumatera Barat)             | Padang         |
| 4   | Riau                                     | Pekanbaru      |
| 5   | Riau-øerne (Kepulauan Riau)              | Tanjung Pinang |
| 6   | Jambi                                    | Jambi          |
| 7   | Sydsumatra (Sumatera Selatan)            | Palembang      |
| 8   | Bangka-Belitung                          | Pangkalpinang  |
| 9   | Bengkulu                                 | Bengkulu       |
| 10  | Lampung                                  | Bandar Lampung |
| 11  | Jakarta                                  | Jakarta        |
| 12  | Banten                                   | Serang         |
| 13  | Vestjava (Jawa Barat)                    | Bandung        |
| 14  | Centraljava (Jawa Tengah)                | Semarang       |
| 15  | Yogyakarta                               | Yogyakarta     |
| 16  | Østjava (Jawa Timur)                     | Surabaya       |
| 17  | Bali                                     | Denpasar       |
| 18  | Vest-Nusa Tenggara (Nusa Tenggara Barat) | Mataram        |
| 19  | Øst-Nusa Tenggara (Nusa Tenggara Timur)  | Kupang         |
| 20  | Vestkalimantan (Kalimantan Barat)        | Pontianak      |
| 21  | Centralkalimantan (Kalimantan Tengah)    | Palangkaraya   |
| 22  | Sydkalimantan (Kalimantan Selatan)       | Banjarmasin    |
| 23  | Østkalimantan (Kalimantan Timur)         | Samarinda      |
| 24  | Nordsulawesi (Sulawesi Utara)            | Manado         |
| 25  | Gorontalo                                | Gorontalo      |
| 26  | Centralsulawesi (Sulawesi Tengah)        | Palu           |
| 27  | Vestsulawesi (Sulawesi Barat)            | Mamuju         |
| 28  | Sydsulawesi (Sulawesi Selatan)           | Makassar       |
| 29  | Sydøstsulawesi (Sulawesi Tenggara)       | Kendari        |
| 30  | Nordmaluku (Maluku Utara)                | Sofifi         |
| 31  | Maluku                                   | Ambon          |
| 32  | Vestpapua (Papua Barat)                  | Manokwari      |
| 33  | Papua                                    | Jayapura       |

## Største byer
- Jakarta (Java – 15 mio.)
- Surabaya (Java – 2,7 mio.)
- Bandung (Java – 2,4 mio.)
- Medan (Sumatra – 1,9 mio.)

## Demografi
Befolkningstilvækst: 1,6 % pr. år
Analfabeter: 13,7 %

## Økonomi
Gummi er landets hovedeksportvare, andre vigtige afgrøder er ris, bananer, kaffe og kokosnødder.

## Geografi
Grænsestrækninger på land: Total 2.830 km (Malaysia 1.782 km, Papua Ny Guinea 820 km, Østtimor 228 km).
Kystlinje: 54.716 km 
Klima: tropisk; varm 
Højdeforskelle: Lavest: Indiske Ocean 0 m. Højest: Puncak Jaya 5.030 m.